# Kyūsaku Yumeno
Kyūsaku Yumeno (jap. 夢野 久作 Yumeno Kyūsaku), właściwie Yasumichi Sugiyama (jap. 杉山 泰道 Sugiyama Yasumichi); ur. 4 stycznia 1889 w Fukuoce, zm. 11 marca 1936 w Tokio – japoński pisarz okresu Shōwa, uważany za jednego z pierwszych twórców japońskiej literatury fantastycznej. Jego pseudonim w dialekcie z Hakaty (dzisiejsza Fukuoka) oznacza „kogoś, kto wiecznie śni”. Źródłem tego nom de plume miał być ojciec pisarza, Shigemaru Sugiyama, aktywista polityczny, który przeczytawszy jeden z jego pierwszych utworów, Ayakashi no tsuzumi (Przeklęty bębenek), stwierdził, że coś takiego mógł napisać tylko „yumeno kyūsaku-san” (ktoś oderwany od rzeczywistości, lunatyk).

## Życiorys

### Dzieciństwo i młodość
Kyūsaku Yumeno urodził się w Fukuoce jako najstarszy syn Shigemaru Sugiyamy i Hotori (z domu Takahashi) jako Naoki Sugiyama (jap. 杉山 直樹 Sugiyama Naoki). Jego rodzice niedługo później się rozwiedli, ojciec, jako ważny członek przedwojennej japońskiej organizacji ultranacjonalistycznej Genyōsha, spędzał dużo czasu w Tokio. W tym czasie małym Naokim zajmował się dziadek, Saburo Sugiyama, który był miłośnikiem poezji waka oraz teatru nō. To prawdopodobnie on zaszczepił w chłopcu zamiłowanie do literatury i teatru. Ukończył szkołę podstawową Daimyō Jinjō w Fukuoce, następnie gimnazjum Jinjō i liceum Shūyūkan, też w Fukuoce. W 1911 roku dostał się na studia na Uniwersytet Keiō, na Wydział Literatury, ale z polecenia ojca zrezygnował ze studiów i wrócił do Fukuoki, by zająć się rodzinnym gospodarstwem. W 1915 roku postanowił zostać buddyjskim mnichem; wstąpił do świątyni Kifukuji w Tokio i przyjął imię Taidō (泰道), jednak po dwóch latach zrezygnował i wrócił do Fukuoki. W tym czasie zaczął pisać i publikować swoje pierwsze teksty – były to eseje publikowane w czasopiśmie „Kuroshiro”.

### Twórczość
Pierwszym utworem literackim, jaki opublikował, była baśń Shiraga kozō (jap. 白髪小僧 Białowłosy chłopiec), jednak nie spotkała się z zainteresowaniem czytelników. Jednak jeszcze w tym samym roku, 1926, opublikował także swoją pierwszą nowelę, Ayakashi no tsuzumi (jap. あやかしの鼓 Przeklęty bębenek), która przyniosła mu sławę. Równocześnie zaczął też pisać swoją najsłynniejszą powieść, Dogra Magra (jap. ドグラ・マグラ Dogura Magura). Inna znane utwory pisarza to: Binzume jigoku (Piekło w butelce, 1928), Kori no hate (Kres lodu, 1933). Dogra Magra ukazała się w 1935 roku, rok przed śmiercią pisarza, wydana jego własnym sumptem, nie wzbudziła jednak zainteresowania. Dopiero w latach 60. ponownie zwrócono uwagę na ten utwór i okrzyknięto go prekursorem współczesnej japońskiej literatury science-fiction, a w 1988 roku została zekranizowana. Pisarz zmarł nagle w 1936 roku wskutek wylewu krwi do mózgu.

## Polskie przekłady
- Przeklęty bębenek (jap. あやかしの鼓 Ayakashi no tsuzumi), tłum. Anna Grajny, wyd. Kirin, Bydgoszcz 2021
- Piekło w butelkach (jap. 瓶詰地獄 Binzume jigoku), tłum. Andrzej Świrkowski, wyd. Tajfuny, Warszawa 2021